# Hans Ulrich von Marchtaler
Hans Ulrich von Marchtaler (* 5. Februar 1906 in Berlin; † 4. April 1977 in Löwen, Belgien) war ein deutscher Diplomat.

## Leben
1923 machte Hans Ulrich von Marchtaler sein Abitur auf dem Eberhard-Ludwigs-Gymnasium Stuttgart. Er studierte zunächst an der Eberhard Karls Universität Tübingen Rechtswissenschaft. 1924 wurde er im Corps Suevia Tübingen recipiert. Als Inaktiver wechselte er an die Albert-Ludwigs-Universität Freiburg und die Ludwig-Maximilians-Universität München. 1927 bestand er das Referendarexamen. 1930 legte er die zweite juristische Staatsprüfung ab und wurde er in Tübingen zum Dr. iur. promoviert. Marchtaler trat 1934 in den auswärtigen Dienst ein. Bis 1945 war er Botschaftsrat in Berlin, Budapest, Dublin und Tokio. Am 7. März 1940 hatte er die Aufnahme in die NSDAP beantragt und wurde zum 1. April desselben Jahres aufgenommen (Mitgliedsnummer 7.987.488).
Über seine Entnazifizierung ist nichts bekannt. 1950 wurde er als Botschaftsrat 1. Klasse in den auswärtigen Dienst der Bundesrepublik Deutschland aufgenommen. Ab 1950 war er im Verbindungsbüro bei der interalliierten Hochkommission eingesetzt. Von 1950 bis 1951 war er Generalsekretär der deutschen Delegation bei der Montan-Union in Paris. 1954 war er Botschaftsrat in Rio de Janeiro. Ab Juni 1958 war Marchtaler als deutscher Botschafter in Stockholm tätig. Nachdem dieses Amt im April 1961 an Karl Werkmeister übertragen worden war, bekleidete er später als Nachfolger von Hasso von Etzdorf die Funktion als  Leiter der Abteilung West II.